# Ryūichirō Sakai

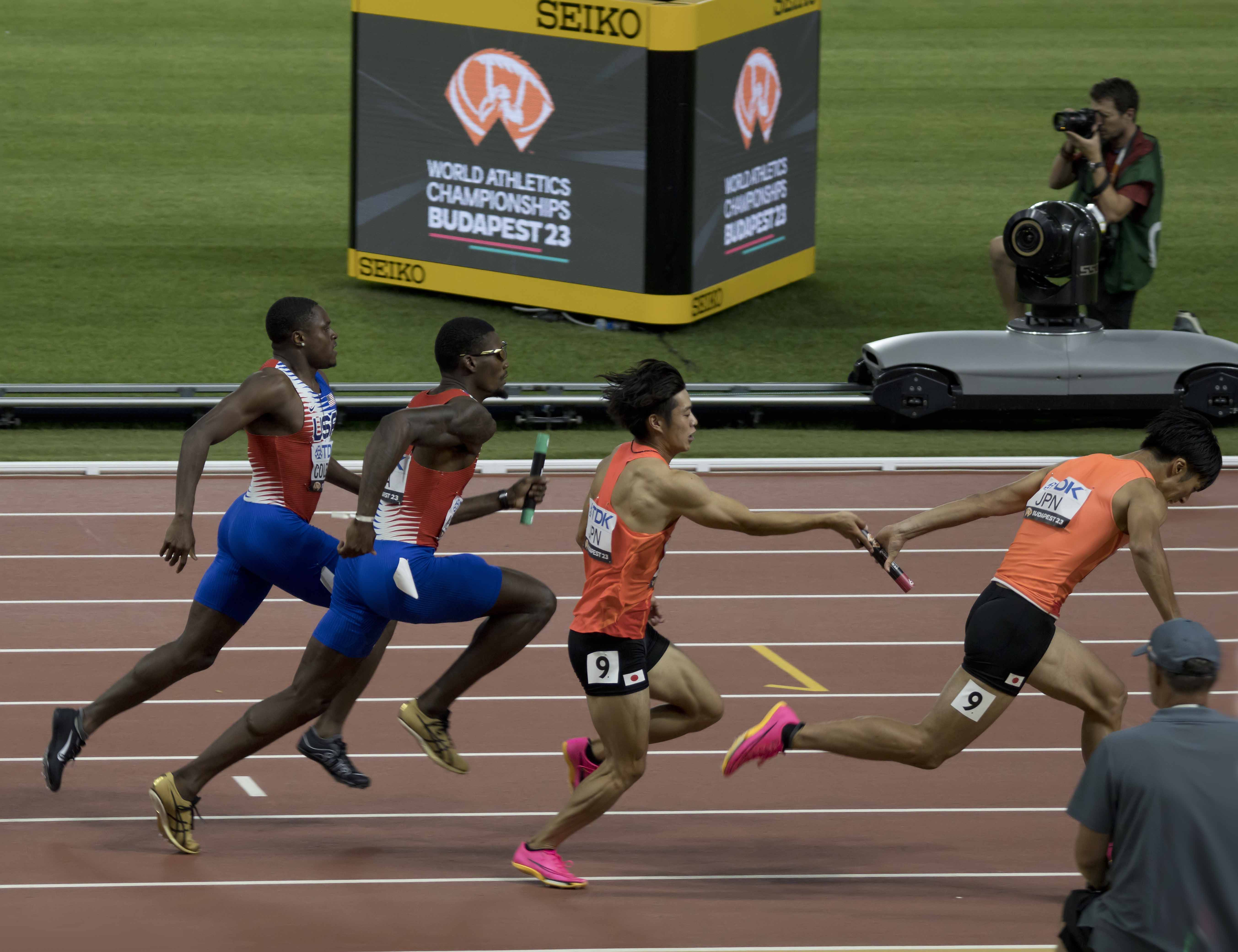
Ryūichirō Sakai in der Bildmitte

Ryūichirō Sakai (japanisch 坂井 隆一郎 Sakai Ryūichirō; * 14. März 1998 in Toyonaka) ist ein japanischer Leichtathlet, der sich auf den Sprint spezialisiert.

## Sportliche Laufbahn
Erste internationale Erfahrungen sammelte Ryuichiro Sakai bei den World Athletics Relays 2021 im polnischen Chorzów, bei denen er in 39,42 s Dritter mit der japanischen 4-mal-100-Meter-Staffel hinter den Teams aus Südafrika und Italien wurde. Im Jahr darauf startete er im 100-Meter-Lauf bei den Weltmeisterschaften in Eugene und schied dort mit 10,23 s im Halbfinale aus und wurde mit der Staffel im Vorlauf disqualifiziert. 2023 siegte er in 10,12 s beim Michitaka Kinami Memorial Athletics Meet und belegte im Juli bei den Asienmeisterschaften in Bangkok in 10,26 s den sechsten Platz. Im August schied er bei den Weltmeisterschaften in Budapest mit 10,22 s in der ersten Runde aus und belegte mit der Staffel in 37,83 s den fünften Platz. Im Jahr darauf belegte er bei den Olympischen Sommerspielen in Paris in 37,78 s im Finale den fünften Platz im Staffelbewerb und schied über 100 Meter mit 10,19 s im Vorlauf aus.
In den Jahren 2023 und 2024 wurde Sakai japanischer Meister im 100-Meter-Lauf sowie 2022 Hallenmeister im 60-Meter-Lauf.

## Persönliche Bestzeiten
- 100 Meter: 10,02 s (+1,1 m/s), 26. Juni 2022 in Tottori
  - 60 Meter (Halle): 6,62 s, 9. Februar 2023 in Tampere
- 200 Meter: 21,34 s (−1,4 m/s), 4. April 2021 in Osaka